# Hydraena integra
Hydraena integra är en skalbaggsart som beskrevs av Pretner 1931. Hydraena integra ingår i släktet Hydraena och familjen vattenbrynsbaggar. Inga underarter finns listade i Catalogue of Life.